# 斯捷波韦 (罗兹多尔市镇)
47°26′10″N 35°35′54″E / 47.43611°N 35.59833°E
斯捷波韋，2016年前名為共青村（烏克蘭語：Комсомольське），是位於烏克蘭東南部的村莊，由扎波羅熱州瓦西里夫卡區的羅茲多爾市鎮負責管轄。該村始建於1850年，面積0.2平方公里，海拔高度111米，2001年人口48，人口密度每平方公里246.2人。